# Halitiara knides
Halitiara knides is een hydroïdpoliep uit de familie Protiaridae. De poliep komt uit het geslacht Halitiara. Halitiara knides werd in 2011 voor het eerst wetenschappelijk beschreven door Huang, Xu & Guo. 